# Suramadubrug
De Suramadubrug, soms ook de Surabaya-Madurabrug genoemd, is een brug die bestaat uit een tuibrug met twee pylonen tussen Surabaya op het eiland Java en Bangkalan op het eiland Madura in Indonesië. De brug werd geopend op 10 juni 2009 en is met 5,4 kilometer de langste brug in Indonesië. Het is de eerste brug die over de Straat van Madura gaat.

## Kenmerken
De tuibrug heeft drie overspanningen, van 192 meter, 434 meter en 192 meter lang. De brug heeft 2x2 rijstroken plus vluchtstroken en speciale rijstroken voor motorfietsen. De eerste tolbrug van Indonesië had toltarieven van 30.000 roepia's voor auto's en 3000 roepia's voor tweewielers in 2009. In 2016 is het tarief voor auto's verlaagd naar 15.000 roepia's en werd de overtocht gratis voor tweewielers. 
De brug is gebouwd door een consortium van de Indonesische bedrijven PT Adhi en PT Waskita Karya samenwerkend met twee Chinese bouwbedrijven. De kosten van het project waren inclusief de verbindingswegen ongeveer 4,5 biljoen roepia's (omgerekend €520 miljoen anno 2011).

## Geschiedenis
De bouw ving aan op 20 augustus 2003. In 2004 was er een balk ingestort, waarbij er een dode en negen gewonden vielen. Eind 2004 moest de bouw vanwege geldgebrek worden gestaakt, maar deze werd in november 2005 hervat. De overspanning was klaar op 31 maart 2009 en de brug werd geopend op 10 juni datzelfde jaar. Binnen een week van de opening bleken er al bouten, moeren en onderhoudslampen te zijn verwijderd. Daarnaast was er bewijs geleverd dat vandalisme een aantal belangrijke kabels had getroffen.
Vanaf 27 oktober 2018 zijn de toltarieven voor alle typen voertuigen afgeschaft.
Door de succesvolle bouw kwam er meer interesse om nog grotere bouwwerken te maken, zoals een brug over de Sundastraat.